# Persone di nome Arthur
| Questa pagina contiene informazioni ricavate automaticamente dalle voci biografiche con l'ausilio del template Bio e di un bot. L'aggiornamento è periodico e automatico e ricostruisce completamente la pagina. Se manca una persona in questa lista, sei pregato di non aggiungerla, ma accertati piuttosto che la sua voce biografica contenga il template Bio e che i dati anagrafici siano correttamente compilati. Se il template Bio manca, inseriscilo tu stesso o, in alternativa, metti l'avviso {{tmp\|Bio}} che ne segnala la mancanza. Se i dati riportati sono sbagliati, correggi direttamente la voce biografica; le modifiche saranno visibili in questa lista entro pochi giorni. Per chiarimenti vedi il progetto antroponimi. La lista contiene solo le 723 persone che sono citate nell'enciclopedia e per le quali è stato implementato correttamente il template Bio. Pagina aggiornata al 22 giu 2025. |

Questa è una lista di persone presenti nell'enciclopedia che hanno il nome Arthur, suddivise per attività principale.

## Allenatori di calcio(5)
- Arthur Bernardes, allenatore di calcio brasiliano (Rio de Janeiro, n. 1955)
- Arthur Cox, allenatore di calcio inglese (Southam, n. 1939)
- Arthur Mann, allenatore di calcio e calciatore scozzese (Burntisland, n. 1948 - Birmingham, † 1999)
- Arthur Shaw, allenatore di calcio e calciatore inglese (Limehouse, n. 1924 - Hermosa Beach, † 2015)
- Arthur Stewart, allenatore di calcio e calciatore nordirlandese (Ballymena, n. 1943 - † 2018)

## Allenatori di pallacanestro(1)
- Arthur Schabinger, allenatore di pallacanestro, allenatore di football americano e dirigente sportivo statunitense (Sabetha, n. 1889 - Atlanta, † 1972)

## Altisti(1)
- Art Jackes, altista canadese (Toronto, n. 1924 - Greenbank, † 2000)

## Ammiragli(3)
- Arthur Dalrymple Fanshawe, ammiraglio inglese (Southsea, n. 1847 - Londra, † 1936)
- Arthur Phillip, ammiraglio inglese (Londra, n. 1738 - Bath, † 1814)
- Arthur Power, ammiraglio britannico (n. 1889 - Gosport, † 1960)

## Anatomisti(1)
- Arthur Keith, anatomista, antropologo e paleontologo britannico (Quarry Farm, n. 1866 - Downe, † 1955)

## Animatori(5)
- Art Babbitt, animatore, regista e attivista statunitense (Omaha, n. 1907 - Los Angeles, † 1992)
- Art Clokey, animatore statunitense (Detroit, n. 1921 - Los Osos, † 2010)
- Art Landy, animatore statunitense (Newark, n. 1904 - Van Nuys, † 1977)
- Art Stevens, animatore e regista statunitense (Roy, n. 1915 - Studio City, † 2007)
- Jack Zander, animatore e regista statunitense (Kalamazoo, n. 1908 - Pound Ridge, † 2007)

## Arabisti(1)
- Arthur John Arberry, arabista e iranista britannico (Portsmouth, n. 1905 - Cambridge, † 1969)

## Aracnologi(1)
- Arthur Chickering, aracnologo e zoologo statunitense (Danville, n. 1887 - Keene, † 1974)

## Arbitri di calcio(2)
- Arthur Edward Ellis, arbitro di calcio inglese (Halifax, n. 1914 - Inghilterra, † 1999)
- Arthur Holland, arbitro di calcio inglese (Birmingham, n. 1922 - Barnsley, † 1987)

## Arbitri di football americano(1)
- Art McNally, arbitro di football americano, arbitro di baseball e arbitro di pallacanestro statunitense (Filadelfia, n. 1925 - Yardley, † 2023)

## Archeologi(6)
- Arthur Crane, archeologo e scrittore statunitense (New York, n. 1972)
- Arthur Evans, archeologo britannico (Nash Mills, n. 1851 - Youlbury, † 1941)
- Arthur Frothingham, archeologo e storico dell'arte statunitense (Boston, n. 1859 - New York, † 1923)
- Arthur Milchhöfer, archeologo tedesco (Kutuzovo, n. 1852 - Kiel, † 1903)
- Arthur Caswell Parker, archeologo, storico e etnologo statunitense (Riserva di Cattaragus, n. 1881 - † 1955)
- Arthur Pope, archeologo, storico dell'arte e docente statunitense (Phenix, n. 1881 - Shiraz, † 1969)

## Architetti(3)
- Arthur Blomfield, architetto e restauratore britannico (Londra, n. 1829 - Broadway, † 1899)
- Arthur Erickson, architetto canadese (Vancouver, n. 1924 - Vancouver, † 2009)
- Arthur Heygate Mackmurdo, architetto e designer inglese (Londra, n. 1851 - Wickham Bishops, † 1942)

## Arcivescovi anglicani(1)
- Arthur Michael Ramsey, arcivescovo anglicano inglese (Cambridge, n. 1904 - Oxford, † 1988)

## Arcivescovi cattolici(1)
- Arthur Richard Dillon, arcivescovo cattolico francese (Saint-Germain-en-Laye, n. 1721 - Londra, † 1806)

## Artisti(1)
- Art Riley, artista statunitense (Boston, n. 1911 - Monterey, † 1998)

## Assassini seriali(1)
- Arthur Shawcross, serial killer statunitense (Kittery, n. 1945 - Albany, † 2008)

## Astrofisici(1)
- Arthur Eddington, astrofisico inglese (Kendal, n. 1882 - Cambridge, † 1944)

## Astronomi(4)
- Arthur Robert Hinks, astronomo e geografo britannico (Londra, n. 1873 - Royston, † 1945)
- Arthur Allen Hoag, astronomo statunitense (Ann Arbor, n. 1921 - Tucson, † 1999)
- Arthur König, astronomo tedesco (n. 1895 - † 1969)
- Arno Arthur Wachmann, astronomo tedesco (Amburgo, n. 1902 - Amburgo, † 1990)

## Attori(46)
- Arthur Aguiar, attore e cantautore brasiliano (Rio de Janeiro, n. 1989)
- Arthur Ashley, attore, regista e sceneggiatore statunitense (New York, n. 1886 - Long Island, † 1970)
- Arthur Askey, attore e comico britannico (Liverpool, n. 1900 - Londra, † 1982)
- Arthur Aylesworth, attore statunitense (Apponaug, n. 1883 - Los Angeles, † 1946)
- Arthur Batanides, attore statunitense (Tacoma, n. 1923 - Los Angeles, † 2000)
- Arthur Benzaquen, attore e regista francese (n. 1974)
- Arthur Brauss, attore e doppiatore tedesco (Augusta, n. 1936)
- Arthur Burghardt, attore e doppiatore statunitense (New York, n. 1947)
- Arthur Byron, attore statunitense (Brooklyn, n. 1872 - Hollywood, † 1943)
- Arthur Edmund Carewe, attore statunitense (Trebisonda, n. 1884 - Santa Monica, † 1937)
- Arthur Donaldson, attore e regista svedese (Norsholm, n. 1869 - Long Island, † 1955)
- Arthur Fritz Eugens, attore tedesco (n. 1930 - Dahmsdorf, † 1944)
- Art Evans, attore statunitense (Berkeley, n. 1942 - Los Angeles, † 2024)
- Arthur Franz, attore statunitense (Perth Amboy, n. 1920 - Oxnard, † 2006)
- John Gielgud, attore britannico (Kensington, n. 1904 - Wotton Underwood, † 2000)
- Arthur Gould-Porter, attore inglese (Penzance, n. 1905 - Los Angeles, † 1987)
- Arthur Hill, attore canadese (Melfort, n. 1922 - Los Angeles, † 2006)
- Arthur Hohl, attore statunitense (Pittsburgh, n. 1889 - Los Angeles, † 1964)
- Arthur Hoops, attore statunitense (Middletown, n. 1870 - Long Island, † 1916)
- Arthur Housman, attore statunitense (New York City, n. 1889 - Los Angeles, † 1942)
- Arthur Hoyt, attore statunitense (Georgetown, n. 1874 - Los Angeles, † 1953)
- Art Hsu, attore statunitense (New York, n. 1975)
- Arthur Hughes, attore britannico (Aylesbury, n. 1992)
- Arthur Hunnicutt, attore statunitense (Gravelly, n. 1910 - Los Angeles, † 1979)
- Arte Johnson, attore statunitense (Benton Harbor, n. 1929 - Los Angeles, † 2019)
- Arthur V. Johnson, attore e regista statunitense (Cincinnati, n. 1876 - Filadelfia, † 1916)
- Arthur Lake, attore statunitense (Corbin, n. 1905 - Indian Wells, † 1987)
- Artie Lange, attore, comico e conduttore radiofonico statunitense (Livingston, n. 1967)
- Arthur Loft, attore statunitense (Denver, n. 1897 - Los Angeles, † 1947)
- Arthur Lowe, attore britannico (Hayfield, n. 1915 - Birmingham, † 1982)
- Arthur Mackley, attore e regista inglese (Portsmouth, n. 1865 - Los Angeles, † 1926)
- Arthur Maude, attore, regista e sceneggiatore inglese (Pontefract, n. 1880 - Paddington, † 1950)
- Art Metrano, attore e comico statunitense (New York, n. 1936 - Aventura, † 2021)
- Arthur Millett, attore statunitense (Pittsfield, n. 1874 - Los Angeles, † 1952)
- Arthur Moncla, attore francese (n. 1986)
- Arthur J. Nascarella, attore statunitense (Contea di Suffolk, n. 1944)
- Arthur O'Connell, attore statunitense (New York, n. 1908 - Woodland Hills, † 1981)
- Christopher Plummer, attore canadese (Toronto, n. 1929 - Weston, † 2021)
- Arthur Rankin, attore statunitense (New York, n. 1895 - Los Angeles, † 1947)
- Hamilton Revelle, attore inglese (Gibilterra, n. 1872 - Nizza, † 1958)
- Arthur Shields, attore irlandese (Dublino, n. 1896 - Santa Barbara, † 1970)
- Arthur Shirley, attore, regista e sceneggiatore australiano (Hobart, n. 1886 - Rose Bay, † 1967)
- Arthur Treacher, attore britannico (Brighton, n. 1894 - Manhasset, † 1975)
- Dooley Wilson, attore e cantante statunitense (Tyler, n. 1886 - Los Angeles, † 1953)
- Arthur Wontner, attore britannico (Londra, n. 1875 - Londra, † 1960)
- Arthur Young, attore britannico (Bristol, n. 1898 - Londra, † 1959)

## Attori teatrali(2)
- Arthur Hill, attore teatrale e regista britannico (n. 1875 - † 1932)
- Arthur J. Jefferson, attore teatrale e regista teatrale britannico (Lichfield, n. 1862 - Barkston, † 1949)

## Aviatori(1)
- Roy Brown, aviatore canadese (Carleton Place, n. 1893 - Stouffville, † 1944)

## Banchieri(2)
- Arthur Guinness, banchiere e politico irlandese (Dublino, n. 1768 - Dublino, † 1855)
- Arthur Kinnaird, banchiere, calciatore e dirigente sportivo britannico (Londra, n. 1847 - † 1923)

## Baritoni(1)
- Arthur Endrèze, baritono statunitense (Chicago, n. 1893 - Chicago, † 1975)

## Bassisti(1)
- Arthur Barrow, bassista e tastierista statunitense (San Antonio, n. 1952)

## Batteristi(4)
- Art Blakey, batterista statunitense (Pittsburgh, n. 1919 - New York, † 1990)
- Arthur Googy, batterista statunitense
- Zutty Singleton, batterista statunitense (Bunkie, n. 1898 - New York, † 1975)
- Art Taylor, batterista statunitense (New York, n. 1929 - † 1995)

## Biochimici(3)
- Arthur Harden, biochimico inglese (Manchester, n. 1865 - Bourne End, † 1940)
- Arthur Kornberg, biochimico statunitense (New York, n. 1918 - San Francisco, † 2007)
- Art Robinson, biochimico e politico statunitense (Chicago, n. 1942)

## Bobbisti(1)
- Art Tyler, bobbista statunitense (Utica, n. 1915 - Henderson, † 2008)

## Botanici(6)
- Arthur Hugh Garfit Alston, botanico inglese (West Ashby, n. 1902 - Barcellona, † 1958)
- Arthur Cronquist, botanico statunitense (San Jose, n. 1919 - Provo, † 1992)
- Arthur Johnson Eames, botanico statunitense (Framingham, n. 1881 - † 1969)
- Arthur Hamilton, botanico e esploratore svizzero (n. 1795 - † 1860)
- Arthur Herman Holmgren, botanico e esploratore statunitense (Midvale, n. 1912 - Logan, † 1992)
- Arthur Meyer, botanico, biologo e farmacologo tedesco (n. 1850 - Marburgo, † 1922)

## Canottieri(4)
- Arthur Ayrault, canottiere statunitense (Long Beach, n. 1935 - Seattle, † 1990)
- Stanley Garton, canottiere britannico (Worcester Park, n. 1889 - Woking, † 1948)
- Arthur Stockhoff, canottiere statunitense (St. Louis, n. 1879 - St. Louis, † 1934)
- Arthur Warncke, canottiere tedesco (Amburgo, n. 1880 - † 1914)

## Cantanti(2)
- Arthur Brown, cantante britannico (Whitby, n. 1942)
- Arthur Lee, cantante e chitarrista statunitense (Memphis, n. 1945 - Memphis, † 2006)

## Cantautori(2)
- Arthur Alexander, cantautore statunitense (Sheffield, n. 1940 - † 1993)
- Art Bergmann, cantautore canadese (Vancouver, n. 1953)

## Cardinali(2)
- Arthur Hinsley, cardinale e arcivescovo cattolico britannico (Selby, n. 1865 - Buntingford, † 1943)
- Arthur Roche, cardinale e arcivescovo cattolico inglese (Batley Carr, n. 1950)

## Cestisti(32)
- Art Anderson, cestista statunitense (Chicago, n. 1916 - Cleveland, † 1983)
- Arthur Luiz Belchor Silva, cestista brasiliano (Brasilia, n. 1982)
- Art Bakeraitis, cestista statunitense (Bay City, n. 1925 - Auburn, † 2014)
- Marcus Banks, ex cestista statunitense (Las Vegas, n. 1981)
- Art Becker, ex cestista e allenatore di pallacanestro statunitense (Akron, n. 1942)
- Art Burris, cestista statunitense (Nashville, n. 1924 - Lebanon, † 1993)
- Art Chapman, cestista canadese (Victoria, n. 1912 - Nanaimo, † 1986)
- Art Collins, ex cestista statunitense (Sandersville, n. 1954)
- Arthur Edwards, ex cestista statunitense (Washington, n. 1992)
- Chip Engelland, ex cestista e allenatore di pallacanestro statunitense (Pacific Palisades, n. 1961)
- A.J. Guyton, ex cestista e allenatore di pallacanestro statunitense (Peoria, n. 1978)
- Art Harris, cestista statunitense (Los Angeles, n. 1947 - San Francisco, † 2007)
- Art Heyman, cestista statunitense (New York, n. 1941 - Clermont, † 2012)
- Art Hillhouse, cestista statunitense (Rutherford, n. 1916 - Amelia, † 1980)
- Art Housey, ex cestista statunitense (Buffalo, n. 1958)
- Art Hyatt, cestista statunitense (Ansonia, n. 1912 - University Place, † 1991)
- Arthur Johnson, ex cestista statunitense (Detroit, n. 1981)
- Dan Kahler, cestista statunitense (Toms River, n. 1926 - Santa Rosa Beach, † 2015)
- Arthur Kaluma, cestista statunitense (Boston, n. 2002)
- Arthur Kenney, ex cestista statunitense (New York, n. 1946)
- Arthur Lee, ex cestista statunitense (Los Angeles, n. 1977)
- Dutch Lonborg, cestista, giocatore di football americano e allenatore di pallacanestro statunitense (Gardner, n. 1898 - Lawrence, † 1985)
- Art Long, ex cestista statunitense (Rochester, n. 1972)
- Art Mollner, cestista e allenatore di pallacanestro statunitense (Saranac Lake, n. 1912 - Westlake Village, † 1995)
- Arthur Rozenfeld, cestista francese (Bron, n. 1995)
- Jack Smiley, cestista e allenatore di pallacanestro statunitense (Sandwich, n. 1922 - Des Moines, † 2000)
- Art Spector, cestista e allenatore di pallacanestro statunitense (Filadelfia, n. 1918 - New York, † 1987)
- Art Spoelstra, cestista statunitense (Grand Rapids, n. 1932 - Evansville, † 2008)
- Art Stoefen, cestista statunitense (Davenport, n. 1914 - Bend, † 1995)
- Art Stolkey, cestista statunitense (n. 1920 - Scottsdale, † 2013)
- Art Williams, cestista statunitense (Bonham, n. 1939 - San Diego, † 2018)
- Art Wilmore, ex cestista e allenatore di pallacanestro statunitense (Orange, n. 1946)

## Chimici(9)
- Arthur Aikin, chimico e geologo britannico (Warrington, n. 1773 - Londra, † 1854)
- Arthur Clay Cope, chimico statunitense (Dunreith, n. 1909 - Washington, † 1966)
- Arthur Rudolf Hantzsch, chimico tedesco (Dresda, n. 1857 - Dresda, † 1935)
- Arthur Heffter, chimico e farmacologo tedesco (n. 1859 - † 1925)
- Arthur Lapworth, chimico scozzese (Galashiels, n. 1872 - † 1941)
- Arthur Michael, chimico statunitense (Buffalo, n. 1853 - † 1942)
- Arthur George Perkin, chimico britannico (n. 1861 - † 1937)
- Arthur Israel Vogel, chimico inglese (n. 1905 - † 1966)
- Arthur Ernest Wilder-Smith, chimico britannico (Reading, n. 1915 - Berna, † 1995)

## Chitarristi(2)
- Arthur Kane, chitarrista e bassista statunitense (New York, n. 1949 - Los Angeles, † 2004)
- Arto Lindsay, chitarrista, cantante e produttore discografico statunitense (Richmond, n. 1953)

## Ciclisti su strada(6)
- Stan Brittain, ex ciclista su strada britannico (Liverpool, n. 1931)
- Arthur Claerhout, ciclista su strada belga (Gand, n. 1887 - Bruxelles, † 1978)
- Arthur De Cabooter, ciclista su strada e pistard belga (Welden, n. 1936 - Zingem, † 2012)
- Arthur Kluckers, ciclista su strada e ciclocrossista lussemburghese (n. 2000)
- Arthur Pasquier, ciclista su strada francese (Coulongues-Thouarsais, n. 1883 - Parigi, † 1963)
- Arthur Vichot, ex ciclista su strada francese (Colombier-Fontaine, n. 1988)

## Clarinettisti(1)
- Artie Shaw, clarinettista statunitense (New York, n. 1910 - Los Angeles, † 2004)

## Compositori(12)
- Arthur Benjamin, compositore, pianista e direttore d'orchestra australiano (Sydney, n. 1893 - Londra, † 1960)
- Arthur Bliss, compositore britannico (Barnes, n. 1891 - Londra, † 1975)
- Arthur Blythe, compositore e sassofonista statunitense (Los Angeles, n. 1940 - Lancaster, † 2017)
- Arthur Frackenpohl, compositore statunitense (Irvington, n. 1924 - Pittsford, † 2019)
- Arthur Honegger, compositore svizzero (Le Havre, n. 1892 - Parigi, † 1955)
- Arthur Johnston, compositore, arrangiatore e pianista statunitense (New York, n. 1898 - Corona del Mar, † 1954)
- Arthur Kempel, compositore statunitense (n. 1945 - † 2004)
- Galt MacDermot, compositore e pianista canadese (Montréal, n. 1928 - Staten Island, † 2018)
- Arthur B. Rubinstein, compositore e direttore d'orchestra statunitense (Brooklyn, n. 1938 - † 2018)
- Arthur Schwartz, compositore e produttore cinematografico statunitense (Brooklyn, n. 1900 - Kintnersville, † 1984)
- Arthur Somervell, compositore inglese (Windermere, n. 1863 - Londra, † 1937)
- Arthur Sullivan, compositore britannico (Londra, n. 1842 - Londra, † 1900)

## Compositori di scacchi(3)
- Arthur Ford Mackenzie, compositore di scacchi giamaicano (Kingston, n. 1861 - Kingston, † 1905)
- Arthur Mandler, compositore di scacchi cecoslovacco (Humpolec, n. 1891 - Praga, † 1971)
- John Roycroft, compositore di scacchi britannico (n. 1929)

## Crickettisti(2)
- Arthur Birkett, crickettista britannico (Exeter, n. 1875 - Hammersmith, † 1941)
- Arthur MacEvoy, crickettista britannico (Chantilly, n. 1868 - Parigi, † 1904)

## Criminali(2)
- Arthur Barker, criminale statunitense (Aurora, n. 1899 - Alcatraz, † 1939)
- Arthur Herman Bremer, criminale statunitense (Milwaukee, n. 1950)

## Critici cinematografici(1)
- Arthur Knight, critico cinematografico e saggista statunitense (Filadelfia, n. 1916 - Sydney, † 1991)

## Critici d'arte(2)
- Clive Bell, critico d'arte britannico (n. 1881 - † 1964)
- Arthur Danto, critico d'arte statunitense (Ann Arbor, n. 1924 - New York, † 2013)

## Critici letterari(1)
- Arthur Nethercot, critico letterario, scrittore e poeta statunitense (Austin, n. 1895 - Colorado Springs, † 1981)

## Danzatori(2)
- Christian Holder, ballerino, coreografo e costumista trinidadiano (Port of Spain, n. 1949 - Londra, † 2025)
- Arthur Mitchell, ballerino, coreografo e insegnante statunitense (New York, n. 1934 - New York, † 2018)

## Diplomatici(6)
- Roden Cutler, diplomatico australiano (Manly, n. 1916 - Sydney, † 2002)
- Arthur James Herbert, diplomatico inglese (n. 1855 - † 1921)
- Arthur Nicolson, diplomatico britannico (Londra, n. 1849 - Londra, † 1928)
- Arthur von Rosthorn, diplomatico, sinologo e nobile austriaco (Vienna, n. 1862 - Waldegg, † 1945)
- John Wilton, diplomatico inglese (n. 1921 - † 2011)
- Arthur de la Mare, diplomatico inglese (Jersey, n. 1914 - † 1994)

## Direttori d'orchestra(3)
- Arthur Fiedler, direttore d'orchestra statunitense (Boston, n. 1894 - Brookline, † 1979)
- Arthur Greenslade, direttore d'orchestra, arrangiatore e pianista inglese (Northfleet, n. 1923 - Sydney, † 2003)
- Arthur Nikisch, direttore d'orchestra ungherese (Lébény Szentmiklós, n. 1855 - Lipsia, † 1922)

## Direttori della fotografia(3)
- Arthur Edeson, direttore della fotografia statunitense (Brooklyn, n. 1891 - Agoura Hills, † 1970)
- Arthur Marvin, direttore della fotografia e regista cinematografico statunitense (Warners, n. 1859 - Los Angeles, † 1911)
- Arthur C. Miller, direttore della fotografia statunitense (Roslyn, n. 1895 - Los Angeles, † 1970)

## Dirigenti d'azienda(1)
- Arthur D. Levinson, manager statunitense (Seattle, n. 1950)

## Dirigenti sportivi(4)
- Arthur Drewry, dirigente sportivo inglese (Grimsby, n. 1891 - † 1961)
- Art Rooney, dirigente sportivo statunitense (South Versailles, n. 1901 - Pittsburgh, † 1988)
- Arthur Trester, dirigente sportivo statunitense (Pecksburg, n. 1878 - Indianapolis, † 1944)
- Zico, dirigente sportivo, allenatore di calcio e ex calciatore brasiliano (Rio de Janeiro, n. 1953)

## Discoboli(1)
- Art Burns, ex discobolo statunitense (Washington, n. 1954)

## Disegnatori(1)
- Arthur Eisenmenger, disegnatore tedesco (Basilea, n. 1914 - Eislingen/Fils, † 2002)

## Doppiatori(1)
- Arthur Lounsbery, doppiatore statunitense (Santa Clara, n. 1986)

## Drammaturghi(3)
- Arthur Kopit, drammaturgo e sceneggiatore statunitense (New York, n. 1937 - New York, † 2021)
- Arthur Miller, drammaturgo, scrittore e giornalista statunitense (New York, n. 1915 - Roxbury, † 2005)
- Arthur Wing Pinero, drammaturgo britannico (Islington, n. 1855 - Londra, † 1934)

## Ecologi(1)
- Arthur Tansley, ecologo e botanico inglese (Londra, n. 1871 - Grantchester, † 1955)

## Economisti(3)
- Arthur Twining Hadley, economista statunitense (New Haven, n. 1856 - Kōbe, † 1930)
- Arthur Laffer, economista statunitense (Youngstown, n. 1940)
- Arthur Cecil Pigou, economista inglese (Ryde, n. 1877 - Cambridge, † 1959)

## Egittologi(2)
- Arthur Cruttenden Mace, egittologo britannico (Hobart, n. 1874 - Haywards Heath, † 1928)
- Arthur Weigall, egittologo, giornalista e scrittore inglese (Saint Helier, n. 1880 - Londra, † 1934)

## Enigmisti(1)
- Arthur Wynne, enigmista britannico (Liverpool, n. 1871 - Clearwater, † 1945)

## Entomologi(1)
- Arthur Gardiner Butler, entomologo, aracnologo e ornitologo britannico (Londra, n. 1844 - Beckenham, † 1925)

## Esploratori(1)
- Arthur Conolly, esploratore, scrittore e militare inglese (Londra, n. 1807 - Bukhara, † 1842)

## Filantropi(1)
- George Weidenfeld, filantropo, editore e giornalista austriaco (Vienna, n. 1919 - Londra, † 2016)

## Filosofi(6)
- Arthur Hübscher, filosofo e filologo tedesco (Colonia, n. 1897 - Francoforte sul Meno, † 1985)
- Arthur Liebert, filosofo tedesco (Berlino, n. 1878 - Berlino, † 1946)
- Arthur Oncken Lovejoy, filosofo statunitense (Berlino, n. 1873 - Baltimora, † 1962)
- Arthur Prior, filosofo e logico neozelandese (Masterton, n. 1914 - Trondheim, † 1969)
- Arthur Ruppin, filosofo e politico tedesco (Rawicz, n. 1876 - Degania Alef, † 1943)
- Arthur Schopenhauer, filosofo, orientalista e traduttore tedesco (Danzica, n. 1788 - Francoforte sul Meno, † 1860)

## Fisici(11)
- Arthur Ashkin, fisico statunitense (New York, n. 1922 - Rumson, † 2020)
- Arthur Compton, fisico statunitense (Wooster, n. 1892 - Berkeley, † 1962)
- Arthur Jeffrey Dempster, fisico statunitense (Toronto, n. 1886 - Stuart, † 1950)
- Arthur Erich Haas, fisico austriaco (Brno, n. 1884 - Chicago, † 1941)
- Arthur Holmes, geofisico e geologo inglese (Gateshead, n. 1890 - Londra, † 1965)
- Arthur Komar, fisico e docente statunitense (Brooklyn, n. 1931 - Syracuse, † 2011)
- Arthur McDonald, fisico canadese (Sydney, n. 1943)
- Arthur H. Rosenfeld, fisico statunitense (Birmingham, n. 1926 - Berkeley, † 2017)
- Arthur Schawlow, fisico statunitense (Mount Vernon, n. 1921 - Palo Alto, † 1999)
- Arthur Wightman, fisico e matematico statunitense (Rochester, n. 1922 - Edison, † 2013)
- Arthur von Oettingen, fisico e teorico della musica tedesco (Tartu, n. 1836 - Bensheim, † 1920)

## Fisiologi(1)
- Arthur White Greeley, fisiologo e ittiologo statunitense (Oswego, n. 1875 - Saint Louis, † 1904)

## Fotografi(6)
- Arthur Batut, fotografo francese (Castres, n. 1846 - Labruguière, † 1918)
- Arthur Benda, fotografo tedesco (Berlino, n. 1885 - Vienna, † 1969)
- Arthur Elgort, fotografo statunitense (New York, n. 1940)
- Weegee, fotografo e fotoreporter statunitense (Złoczew, n. 1899 - New York, † 1968)
- Art Kane, fotografo statunitense (New York, n. 1925 - † 1995)
- Arthur Rothstein, fotografo statunitense (New York, n. 1915 - New Rochelle, † 1985)

## Fumettisti(3)
- Arthur Adams, fumettista statunitense (Holyoke, n. 1963)
- Arthur Faria Jr., fumettista brasiliano (Brazópolis, n. 1958)
- Floyd Gottfredson, fumettista statunitense (Kaysville, n. 1905 - Montrose, † 1986)

## Funzionari(1)
- Arthur Russell, II barone Ampthill, funzionario, dirigente sportivo e canottiere britannico (Roma, n. 1869 - Londra, † 1935)

## Genealogisti(1)
- Arthur Vicars, genealogista inglese (Leamington Spa, n. 1862 - Listowel, † 1921)

## Generali(20)
- Arthur Edward Aitken, generale britannico (Rochford, n. 1861 - Roma, † 1924)
- Arthur Barrett, generale britannico (Carshalton, n. 1857 - Sharnbrook, † 1926)
- Arthur Ellis, generale inglese (n. 1837 - † 1907)
- Arthur Arz von Straussenburg, generale austro-ungarico (Sibiu, n. 1857 - Budapest, † 1935)
- Arthur Reginald Chater, generale inglese (n. 1896 - † 1979)
- Arthur Cunynghame, generale britannico (Oakley, n. 1812 - † 1884)
- Arthur Currie, generale canadese (Strathroy, n. 1875 - Montréal, † 1933)
- Arthur Dillon, generale irlandese (Bray Wich, n. 1750 - Parigi, † 1794)
- Arthur Dorward, generale britannico (n. 1848 - Palma di Maiorca, † 1934)
- Arthur Hauffe, generale tedesco (Wittgensdorf, n. 1892 - Leopoli, † 1944)
- Arthur MacArthur, generale e politico statunitense (Chicopee, n. 1845 - Milwaukee, † 1912)
- Arthur Nebe, generale e poliziotto tedesco (Berlino, n. 1894 - Berlino, † 1945)
- Arthur Henry Fitzroy Paget, generale, diplomatico e scrittore britannico (n. 1851 - † 1928)
- Arthur Percival, generale britannico (Aspenden, n. 1887 - Westminster, † 1966)
- Arthur Schmidt, generale tedesco (Amburgo, n. 1895 - Karlsruhe, † 1987)
- Arthur Tedder, generale britannico (Glengoyne, n. 1890 - Banstead, † 1967)
- Arthur Harris, generale britannico (Cheltenham, n. 1892 - Henley-on-Thames, † 1984)
- Arthur Trudeau, generale statunitense (Middlebury, n. 1902 - Chevy Chase, † 1991)
- Arthur Wellesley, I duca di Wellington, generale e politico britannico (Dublino, n. 1769 - Walmer, † 1852)
- Arthur Wynne, generale britannico (n. 1846 - † 1936)

## Geografi(1)
- Arthur H. Robinson, geografo e cartografo canadese (Montréal, n. 1915 - Madison, † 2004)

## Geologi(2)
- Arthur Philemon Coleman, geologo canadese (Lachute, n. 1852 - Toronto, † 1939)
- Arthur Lakes, geologo, scrittore e pittore britannico (Martock, n. 1844 - Nelson, † 1917)

## Ginnasti(7)
- Arthur Amundsen, ginnasta norvegese (Oslo, n. 1886 - Oslo, † 1936)
- Arthur Hermann, ginnasta francese (Mulhouse, n. 1893 - Belfort, † 1958)
- Arthur Mariano, ginnasta brasiliano (Campinas, n. 1993)
- Arthur Rosenkampff, ginnasta e multiplista statunitense (New York, n. 1884 - Newark, † 1952)
- Arthur Southern, ginnasta britannico (Sowerby Bridge, n. 1883 - Swanage, † 1940)
- Arthur Sundbye, ginnasta e multiplista statunitense (Oslo, n. 1879 - † 1949)
- Arthur Zanetti, ex ginnasta brasiliano (São Caetano do Sul, n. 1990)

## Giocatori di baseball(1)
- Art Houtteman, giocatore di baseball statunitense (Detroit, n. 1927 - Rochester Hills, † 2003)

## Giocatori di calcio a 5(2)
- Arthur Guilherme, giocatore di calcio a 5 brasiliano (Uberlândia, n. 1994)
- Arthur Oliveira, giocatore di calcio a 5 brasiliano (Caxias do Sul, n. 1990)

## Giocatori di football americano(10)
- Arthur Brown, giocatore di football americano statunitense (Wichita, n. 1990)
- A.J. Brown, giocatore di football americano statunitense (Starkville, n. 1997)
- Art Donovan, giocatore di football americano statunitense (New York, n. 1924 - Baltimora, † 2013)
- Arthur Jones, ex giocatore di football americano statunitense (Rochester, n. 1986)
- Art Kuehn, ex giocatore di football americano canadese (Victoria, n. 1953)
- Arthur Maulet, giocatore di football americano statunitense (New Orleans, n. 1993)
- Art Powell, giocatore di football americano statunitense (Dallas, n. 1937 - San Diego, † 2015)
- Art Schlichter, ex giocatore di football americano statunitense (Bloomingburg, n. 1960)
- Art Shell, ex giocatore di football americano e allenatore di football americano statunitense (Charleston, n. 1946)
- Art Still, ex giocatore di football americano statunitense (Camden, n. 1955)

## Giocatori di polo(1)
- Boy Capel, giocatore di polo britannico (Brighton, n. 1881 - † 1919)

## Giornalisti(8)
- Arthur Arnould, giornalista e scrittore francese (Dieuze, n. 1833 - Parigi, † 1895)
- Arthur Buchwald, giornalista e scrittore statunitense (Mount Vernon, n. 1925 - Washington, † 2007)
- Bud Collins, giornalista, conduttore televisivo e telecronista sportivo statunitense (Lima, n. 1929 - Brookline, † 2016)
- Arthur Wallis Myers, giornalista e tennista britannico (Kettering, n. 1878 - Epsom, † 1939)
- Arthur Preuss, giornalista, scrittore e editore statunitense (Saint Louis, n. 1871 - Saint Louis, † 1934)
- Arthur Ranc, giornalista e politico francese (Poitiers, n. 1831 - Parigi, † 1908)
- Arthur Sheekman, giornalista, sceneggiatore e commediografo statunitense (Chicago, n. 1901 - Santa Monica, † 1978)
- Arthur Ochs Sulzberger Jr., giornalista e dirigente d'azienda statunitense (Mount Kisco, n. 1951)

## Giuristi(1)
- Arthur Kaufmann, giurista e scacchista austriaco (Iași, n. 1872 - Vienna, † 1938)

## Golfisti(4)
- Arthur Havemeyer, golfista statunitense (Brick Church, n. 1882 - Boston, † 1955)
- Arthur Hussey, golfista statunitense (Toledo, n. 1882 - Toledo, † 1915)
- Bobby Locke, golfista sudafricano (n. 1917 - † 1987)
- Arthur Lord, golfista statunitense (New York, n. 1868 - Vichy, † 1960)

## Hockeisti su ghiaccio(3)
- Jakie Nash, hockeista su ghiaccio canadese (Thunder Bay, n. 1914 - Thunder Bay, † 2000)
- Art Ross, hockeista su ghiaccio, allenatore di hockey su ghiaccio e dirigente sportivo canadese (Naughton, n. 1886 - Medford, † 1964)
- Art Stratton, ex hockeista su ghiaccio e allenatore di hockey su ghiaccio canadese (Winnipeg, n. 1935)

## Illustratori(2)
- Arthur Grunenberg, illustratore, pittore e grafico tedesco (Königsberg, n. 1880 - Bad Reichenhall, † 1952)
- Arthur Rackham, illustratore britannico (Londra, n. 1867 - Limpsfield, † 1939)

## Imprenditori(7)
- Arthur Blank, imprenditore statunitense (Sunnyside, n. 1942)
- Arthur Gehlert, imprenditore, politico e compositore di scacchi tedesco (Johanngeorgenstadt, n. 1833 - Berlino, † 1904)
- Arthur Guinness, imprenditore irlandese (Celbridge, n. 1725 - Dublino, † 1803)
- Arthur Guinness, I barone Ardilaun, imprenditore, politico e filantropo irlandese (Dublino, n. 1840 - Dublino, † 1915)
- Arthur Stilwell, imprenditore statunitense (Rochester, n. 1859 - New York, † 1928)
- Arthur Tappan, imprenditore e filantropo statunitense (Northampton, n. 1786 - New Haven, † 1865)
- Arthur Witty, imprenditore e calciatore spagnolo (Barcellona, n. 1878 - Barcellona, † 1969)

## Indologi(1)
- Arthur Berriedale Keith, indologo scozzese (Edimburgo, n. 1879 - Edimburgo, † 1944)

## Informatici(3)
- Robin Milner, informatico britannico (Plymouth, n. 1934 - Cambridge, † 2010)
- Arthur Samuel, informatico statunitense (Emporia, n. 1901 - Stanford, † 1990)
- Arthur Whitney, informatico canadese (n. 1957)

## Ingegneri(10)
- Arthur Callender, ingegnere e architetto inglese (n. 1875 - † 1936)
- Arthur Casagrande, ingegnere austriaco (Aidussina, n. 1902 - Boston, † 1981)
- Arthur Gouge, ingegnere britannico (Northfleet, n. 1890 - Ryde, † 1962)
- Arthur Hartley, ingegnere britannico (n. 1889 - † 1960)
- Arthur Johns, ingegnere statunitense (n. 1889 - † 1947)
- Arthur H. Lefebvre, ingegnere britannico (n. 1923 - † 2003)
- Arthur C. Nielsen, ingegnere statunitense (Chicago, n. 1897 - Chicago, † 1980)
- Arthur E. Raymond, ingegnere aeronautico statunitense (Boston, n. 1899 - Santa Monica, † 1999)
- Arthur Rudolph, ingegnere meccanico tedesco (Stepfershausen, n. 1906 - Amburgo, † 1996)
- Arthur Scherbius, ingegnere e imprenditore tedesco (Francoforte sul Meno, n. 1878 - † 1929)

## Insegnanti(1)
- Arthur Henry Shakespeare Lucas, insegnante e botanico britannico (Stratford-upon-Avon, n. 1853 - Albury, † 1936)

## Islamisti(1)
- Arthur Stanley Tritton, islamista e storico britannico (n. 1881 - † 1973)

## Judoka(2)
- Arthur Mapp, ex judoka britannico (Belize, n. 1953)
- Arthur Schnabel, judoka tedesco (Schweigen-Rechtenbach, n. 1948 - Cancún, † 2018)

## Lottatori(2)
- Arthur Gingell, lottatore britannico (Bristol, n. 1883 - Cleveland, † 1947)
- Arthur Lindfors, lottatore finlandese (Porvoo, n. 1893 - Porvoo, † 1977)

## Maratoneti(2)
- Barry Magee, ex maratoneta e mezzofondista neozelandese (New Plymouth, n. 1934)
- Arthur Newton, maratoneta, mezzofondista e siepista statunitense (Upton, n. 1883 - Worcester, † 1950)

## Marciatori(1)
- Arthur Tell Schwab, marciatore svizzero (Bortewitz, n. 1896 - Siglingen, † 1945)

## Matematici(7)
- Arthur Buchheim, matematico britannico (n. 1859 - † 1888)
- Arthur Burks, matematico statunitense (Duluth, n. 1915 - Ann Arbor, † 2008)
- Arthur Cayley, matematico inglese (Richmond upon Thames, n. 1821 - Cambridge, † 1895)
- Arthur Herbert Copeland, matematico statunitense (Rochester, n. 1898 - † 1970)
- Arthur Erdélyi, matematico ungherese (Budapest, n. 1908 - Edimburgo, † 1977)
- Arthur Geoffrey Walker, matematico e cosmologo britannico (Watford, n. 1909 - Chichester, † 2001)
- Arthur Wieferich, matematico tedesco (Münster, n. 1884 - Meppen, † 1954)

## Medici(6)
- Arthur Adams, medico, naturalista e zoologo inglese (Gosport, n. 1820 - Gosport, † 1878)
- Arthur Cecil Alport, medico sudafricano (Beaufort West, n. 1880 - Londra, † 1959)
- Arthur Dee, medico e alchimista inglese (Mortlake, n. 1579 - Norwich, † 1651)
- Arthur Guedel, medico statunitense (Cambridge, n. 1883 - Los Angeles, † 1956)
- Arthur Schnitzler, medico, scrittore e drammaturgo austriaco (Vienna, n. 1862 - Vienna, † 1931)
- Arthur Sloggett, medico e generale inglese (Londra, n. 1857 - Londra, † 1919)

## Mercanti(1)
- Arthur Lasenby Liberty, mercante, artigiano e designer inglese (Chesham, n. 1843 - The Lee, † 1917)

## Mezzofondisti(3)
- Arthur Blake, mezzofondista e maratoneta statunitense (Boston, n. 1872 - Boston, † 1944)
- Archie Robertson, mezzofondista e siepista britannico (Harthill, n. 1879 - Peterborough, † 1957)
- Arthur Studenroth, mezzofondista statunitense (Columbia, n. 1899 - Albany, † 1992)

## Micologi(1)
- Arthur Anselm Pearson, micologo britannico (Londra, n. 1874 - † 1954)

## Militari(20)
- Arthur Louis Aaron, militare e aviatore britannico (Leeds, n. 1922 - Annaba, † 1943)
- Arthur Adam, militare tedesco
- Arthur Bigge, I barone Stamfordham, ufficiale inglese (n. 1849 - Londra, † 1931)
- Arthur Claydon, militare e aviatore britannico (Deeping St James, n. 1885 - Carvin, † 1918)
- Arthur Dietzsch, militare tedesco (Pausa/Vogtl., n. 1901 - Burgdorf, † 1974)
- Arthur Dillon, militare irlandese (Contea di Roscommon, n. 1670 - Saint-Germain-en-Laye, † 1733)
- Arthur Farquhar, ufficiale scozzese (n. 1772 - Aberdeenshire, † 1843)
- Arthur Grenfell Wauchope, militare britannico (Edimburgo, n. 1874 - Londra, † 1947)
- Arthur Haselrig, militare britannico (Noseley, n. 1601 - Londra, † 1661)
- Arthur Hay, militare e ornitologo scozzese (East Lothian, n. 1824 - Chislehurst, † 1878)
- Arthur Herbert, I conte di Torrington, militare inglese (Inghilterra, n. 1648 - Inghilterra, † 1716)
- Arthur Liebehenschel, militare tedesco (Posen, n. 1901 - Cracovia, † 1948)
- Henry McMahon, militare britannico (n. 1862 - † 1949)
- Arthur Mooring, militare inglese (n. 1908 - † 1969)
- Arthur Newberry Choyce, militare e poeta britannico (n. 1893 - † 1937)
- Arthur V. Peterson, militare statunitense (Morristown, n. 1912 - Seattle, † 2008)
- Arthur Purves Phayre, militare inglese (Shrewsbury, n. 1812 - Bray, † 1885)
- Arthur Rödl, militare tedesco (Monaco di Baviera, n. 1898 - Stettino, † 1945)
- Egon von Waldstätten, militare e storico austriaco (Pécs, n. 1875 - Vienna, † 1951)
- Arthur Trumbull Warner, militare e aviatore statunitense (Newark, n. 1916 - Summit, † 1978)

## Mineralogisti(1)
- Arthur Schoenflies, mineralogista tedesco (Landsberg an der Warthe, n. 1853 - Francoforte sul Meno, † 1928)

## Mistici(1)
- Arthur Edward Waite, mistico e esoterista statunitense (New York, n. 1857 - Londra, † 1942)

## Montatori(1)
- Arthur Schmidt, montatore statunitense (Los Angeles, n. 1937 - Santa Barbara, † 2023)

## Multiplisti(1)
- Arthur Abele, multiplista tedesco (Mutlangen, n. 1986)

## Musicisti(4)
- Arthur Crudup, musicista statunitense (Forest, n. 1905 - Nassawadox, † 1974)
- Artie Kaplan, musicista e cantautore statunitense (New York, n. 1935)
- Arthur Lyman, musicista statunitense (Honolulu, n. 1932 - Honolulu, † 2002)
- Arthur Wills, musicista, compositore e organista britannico (n. 1926 - † 2020)

## Musicologi(1)
- Arthur Henry Fox Strangways, musicologo inglese (Norwich, n. 1859 - Dinton, † 1948)

## Neurologi(2)
- Arthur Lester Benton, neurologo statunitense (New York, n. 1909 - Glenview, † 2006)
- Arthur van Gehuchten, neurologo belga (Anversa, n. 1861 - Cambridge, † 1914)

## Nobili(12)
- Arthur Acheson, I conte di Gosford, nobile e politico irlandese (Markethill, n. 1744 - Bath, † 1807)
- Arthur Capell, I conte di Essex, nobile inglese (Little Hadham, n. 1631 - Torre di Londra, † 1683)
- Arthur Capell, VI conte di Essex, nobile inglese (n. 1803 - † 1892)
- Arthur Elphinstone, VI Lord Balmerino, nobile e militare scozzese (n. 1688 - † 1746)
- Arthur Gore, V conte di Arran, nobile e diplomatico irlandese (Bath, n. 1839 - Londra, † 1901)
- Arthur Hill, III marchese del Downshire, nobile e politico irlandese (Londra, n. 1788 - † 1845)
- Arthur Ramsay, XIV conte di Dalhousie, nobile e ufficiale scozzese (Torquay, n. 1878 - † 1928)
- Arthur Wellesley, VIII duca di Wellington, nobile inglese (Roma, n. 1915 - Basingstoke and Deane, † 2014)
- Arthur Wellesley, II duca di Wellington, nobile e militare inglese (Londra, n. 1807 - Brighton, † 1884)
- Arthur Wellesley, IV duca di Wellington, nobile e militare inglese (Londra, n. 1849 - Basingstoke, † 1934)
- Arthur Wellesley, V duca di Wellington, nobile e politico inglese (Londra, n. 1876 - Londra, † 1941)
- Charles Wellesley, IX duca di Wellington, nobile inglese (Windsor, n. 1945)

## Numismatici(2)
- Arthur Sambon, numismatico e storico francese (Portici, n. 1867 - Parigi, † 1947)
- Arthur Suhle, numismatico tedesco (Berlino, n. 1898 - Berlino, † 1974)

## Odontoiatri(1)
- Arthur Hruska, dentista e botanico austriaco (Innsbruck, n. 1880 - Monaco di Baviera, † 1971)

## Orientalisti(1)
- Arthur Jeffery, orientalista e arabista australiano (Melbourne, n. 1892 - South Milford, † 1959)

## Ornitologi(2)
- Arthur Humble Evans, ornitologo e botanico britannico (Seremerston, n. 1855 - Crowthorne, † 1943)
- Landsborough Thomson, ornitologo scozzese (Scozia, n. 1890 - Londra, † 1977)

## Ostacolisti(2)
- Arthur Barnard, ostacolista statunitense (Seattle, n. 1929 - † 2018)
- Arthur Shaw, ostacolista statunitense (Joliet, n. 1886 - Altadena, † 1955)

## Paleontologi(1)
- Arthur Smith Woodward, paleontologo britannico (Macclesfield, n. 1864 - Haywards Heath, † 1944)

## Pallamanisti(1)
- Arthur Knautz, pallamanista tedesco (Daaden, n. 1911 - Belgorod, † 1943)

## Pallanuotisti(8)
- Art Austin, pallanuotista statunitense (Oakland, n. 1902 - Pasadena, † 1962)
- Arthur Burge, pallanuotista australiano (Sydney, n. 1917 - Melbourne, † 1995)
- Arthur Grady, pallanuotista britannico (Londra, n. 1922 - Londra, † 1995)
- Arthur Hill, pallanuotista britannico (Birmingham, n. 1888 - Horsham, † 1966)
- Arthur Hunt, pallanuotista britannico (Lambeth, n. 1886 - Bridgwater, † 1949)
- Babsie Podestá, pallanuotista maltese (n. 1912 - † 2004)
- Arthur Robertson, pallanuotista britannico (n. 1879)
- Arthur Upton, pallanuotista belga (Crondall, n. 1861)

## Pallavolisti(1)
- Arthur Szwarc, pallavolista canadese (Toronto, n. 1995)

## Patologi(1)
- Max Barrett, patologo, botanico e contrabbassista britannico (Thaxted, n. 1909 - Cambridge, † 1961)

## Patrioti(1)
- Arthur Griffith, patriota e politico irlandese (Dublino, n. 1872 - Dublino, † 1922)

## Pattinatori artistici su ghiaccio(2)
- Arthur Apfel, pattinatore artistico su ghiaccio britannico (n. 1922 - † 2017)
- Arthur Cumming, pattinatore artistico su ghiaccio britannico (n. 1889 - † 1914)

## Pentatleti(1)
- Arthur Lanigan-O'Keeffe, pentatleta irlandese (Thomastown, n. 1991)

## Pesisti(1)
- Arthur Rowe, pesista britannico (Barnsley, n. 1936 - Barnsley, † 2003)

## Pianisti(4)
- Arthur De Greef, pianista e compositore belga (Lovanio, n. 1862 - Regione di Bruxelles-Capitale, † 1940)
- Arthur Loesser, pianista, musicologo e scrittore statunitense (New York, n. 1894 - Cleveland, † 1969)
- Arthur Moreira-Lima, pianista brasiliano (Rio de Janeiro, n. 1940 - Florianópolis, † 2024)
- Arthur Rubinstein, pianista polacco (Łódź, n. 1887 - Ginevra, † 1982)

## Piloti automobilistici(5)
- Art Cross, pilota automobilistico statunitense (Jersey City, n. 1918 - La Porte, † 2005)
- Arthur Leclerc, pilota automobilistico monegasco (Monte Carlo, n. 2000)
- Arthur Legat, pilota automobilistico belga (La Louvière, n. 1898 - La Louvière, † 1960)
- Arthur Owen, pilota automobilistico britannico (Londra, n. 1915 - Wexham, † 2000)
- Arthur Pic, ex pilota automobilistico francese (Montélimar, n. 1991)

## Piloti motociclistici(3)
- Artie Bell, pilota motociclistico britannico (Belfast, n. 1914 - † 1972)
- Arthur Sissis, pilota motociclistico australiano (Adelaide, n. 1995)
- Arthur Wheeler, pilota motociclistico britannico (Epsom, n. 1916 - † 2001)

## Pistard(1)
- Arthur Andrews, pistard statunitense (Muncie, n. 1876 - Long Beach, † 1930)

## Pittori(10)
- Arthur Boyd, pittore australiano (Murrumbeena, n. 1920 - Melbourne, † 1999)
- Arthur Bryks, pittore e scultore russo (Fałków, n. 1890 - Genova, † 1970)
- Arthur Bowen Davies, pittore statunitense (Utica, n. 1862 - Firenze, † 1928)
- Arthur Dove, pittore statunitense (Canandaigua, n. 1880 - Centerport, † 1946)
- Arthur Wesley Dow, pittore, incisore e fotografo statunitense (Ipswich, n. 1857 - New York, † 1922)
- Arthur Hughes, pittore e illustratore inglese (Londra, n. 1832 - Kew, † 1915)
- Arthur Kampf, pittore tedesco (Aquisgrana, n. 1864 - Castrop-Rauxel, † 1950)
- Arthur Lismer, pittore britannico (Sheffield, n. 1885 - Montréal, † 1969)
- Arthur Streeton, pittore australiano (n. 1867 - † 1943)
- Arthur John Strutt, pittore, incisore e viaggiatore inglese (Chelmsford, n. 1818 - Roma, † 1888)

## Poeti(5)
- Arthur Brooke, poeta e traduttore inglese (Canale della Manica, † 1563)
- Arthur Hugh Clough, poeta inglese (Liverpool, n. 1819 - Firenze, † 1861)
- Arthur Cravan, poeta e pugile inglese (Losanna, n. 1887 - † 1918)
- Arthur Hallam, poeta inglese (Londra, n. 1811 - Vienna, † 1833)
- Arthur Symons, poeta e critico letterario britannico (Milford Haven, n. 1865 - Wittersham, † 1945)

## Politici(39)
- Art Agnos, politico statunitense (Springfield, n. 1938)
- Arthur Annesley, I conte di Anglesey, politico irlandese (Dublino, n. 1614 - Blechingdon, † 1686)
- Arthur Annesley, XI visconte Valentia, politico e ufficiale irlandese (n. 1843 - † 1927)
- Arthur Chichester, IV barone Templemore, politico e ufficiale irlandese (n. 1880 - † 1953)
- Arthur Stanley, politico britannico (n. 1869 - † 1947)
- Arthur Pendleton Bagby, politico statunitense (Contea di Louisa, n. 1794 - Mobile, † 1858)
- Arthur James Balfour, politico britannico (Whittingehame, n. 1848 - Londra, † 1930)
- Neville Chamberlain, politico inglese (Edgbaston, n. 1869 - Heckfield, † 1940)
- Arthur Chichester, politico inglese (Pilton, n. 1563 - Londra, † 1625)
- Arthur Chichester, I marchese di Donegall, politico irlandese (n. 1739 - Londra, † 1799)
- Arthur Chichester, I barone Templemore, politico e ufficiale irlandese (Westminster, n. 1797 - Coombe Bank, † 1837)
- Arthur Chung, politico e giudice guyanese (Windsor Forest, n. 1918 - Georgetown, † 2008)
- Arthur Crispien, politico, giornalista e pittore tedesco (Königsberg, n. 1875 - Berna, † 1946)
- Arthur Defensor Sr., politico filippino (Dumangas, n. 1941)
- Arthur Defensor Jr., politico filippino (n. 1969)
- Arthur Fadden, politico australiano (Ingham, n. 1894 - † 1973)
- Arthur Foulkes, politico bahamense (Matthew Town, n. 1928)
- Arthur Goldberg, politico e giurista statunitense (Chicago, n. 1908 - Washington, † 1990)
- Arthur Greenwood, politico inglese (Leeds, n. 1880 - Londra, † 1954)
- Arthur Greiser, politico, generale e criminale di guerra tedesco (Schroda, n. 1897 - Posen, † 1946)
- Arthur Hamilton-Gordon, politico scozzese (Londra, n. 1829 - † 1912)
- Arthur Henderson, politico e sindacalista britannico (Glasgow, n. 1863 - Londra, † 1935)
- Arthur Hobrecht, politico tedesco (Kobierczin, n. 1824 - Lichterfelde, † 1912)
- Arthur Hoffmann, politico e giurista svizzero (San Gallo, n. 1857 - San Gallo, † 1927)
- Arthur Legrand, politico e avvocato francese (Parigi, n. 1833 - Parigi, † 1916)
- Arthur MacArthur, politico, avvocato e giudice statunitense (Glasgow, n. 1815 - Atlantic City, † 1896)
- Arthur Meighen, politico canadese (Anderson, Perth County, n. 1874 - Toronto, † 1960)
- Arthur Middleton, politico statunitense (Charleston, n. 1742 - Charleston, † 1787)
- Arthur Nordlie, politico, arbitro di calcio e dirigente sportivo norvegese (Kristiania, n. 1883 - Oslo, † 1965)
- Arthur Ponsonby, politico e scrittore britannico (Castello di Windsor, n. 1871 - † 1946)
- Arthur Porritt, politico, militare e chirurgo neozelandese (Wanganui, n. 1900 - Londra, † 1994)
- Arthur Ravenel Jr., politico statunitense (Charleston, n. 1927 - Charleston, † 2023)
- Arthur Robinson, politico trinidadiano (n. 1926 - Port of Spain, † 2014)
- Arthur Sewall, politico statunitense (Bath, n. 1835 - Small Point, † 1900)
- Arthur Seyss-Inquart, politico, avvocato e criminale di guerra austriaco (Stannern, n. 1892 - Norimberga, † 1946)
- Christopher Soames, politico e diplomatico britannico (Penn, n. 1920 - Odiham, † 1987)
- Nicholas Soames, politico britannico (Croydon, n. 1948)
- Arthur St. Clair, politico e generale scozzese (Thurso, n. 1737 - Greensburg, † 1818)
- Arthur Zimmermann, politico tedesco (Marggrabowa, n. 1864 - Berlino, † 1940)

## Presbiteri(2)
- Arthur Collier, presbitero, filosofo e teologo inglese (n. 1680 - † 1732)
- Arthur F. Utz, presbitero e teologo svizzero (Basilea, n. 1908 - Villars-sur-Glâne, † 2001)

## Produttori cinematografici(4)
- Arthur Cohn, produttore cinematografico svizzero (Basilea, n. 1927)
- Arthur Freed, produttore cinematografico, cantante e paroliere statunitense (Charleston, n. 1894 - Los Angeles, † 1973)
- Arthur Gardner, produttore cinematografico e attore statunitense (Marinette, n. 1910 - Beverly Hills, † 2014)
- Arthur Hornblow, produttore cinematografico statunitense (New York, n. 1893 - New York, † 1976)

## Produttori discografici(1)
- Arthur Baker, produttore discografico e disc jockey statunitense (Boston, n. 1955)

## Produttori teatrali(1)
- Arthur Rubin, produttore teatrale e attore statunitense (n. 1926 - Great Neck, † 2023)

## Psichiatri(3)
- Arthur Colahan, psichiatra e cantautore irlandese (Enniskillen, n. 1884 - Leicester, † 1952)
- Arthur M. Sackler, psichiatra e collezionista d'arte statunitense (New York, n. 1913 - New York, † 1987)
- Arthur Shapiro, psichiatra statunitense (New York, n. 1923 - New York, † 1995)

## Psicologi(3)
- Arthur Fauville, psicologo belga (Bruxelles, n. 1894 - Heverlee, † 1974)
- Arthur Janov, psicologo statunitense (Los Angeles, n. 1924 - Malibù, † 2017)
- Arthur Staats, psicologo statunitense (Greenburgh, n. 1924 - Honolulu, † 2021)

## Pugili(2)
- Arthur Abraham, pugile armeno (Erevan, n. 1980)
- Arthur Seward, pugile statunitense (Michigan, n. 1876 - Edwards, † 1950)

## Registi(17)
- Arthur Berthelet, regista cinematografico e attore teatrale statunitense (Milwaukee, n. 1879 - Vista, † 1949)
- Arthur Ellery, regista e attore statunitense (n. 1870 - Elizabeth, † 1945)
- Arthur Gilbert, regista e attore britannico
- Arthur Harari, regista, sceneggiatore e attore francese (Parigi, n. 1981)
- Arthur Hiller, regista canadese (Edmonton, n. 1923 - Los Angeles, † 2016)
- Arthur Hopkins, regista, produttore teatrale e sceneggiatore statunitense (Cleveland, n. 1878 - New York, † 1950)
- Arthur Hotaling, regista e produttore cinematografico statunitense (New York, n. 1873 - † 1938)
- Arthur Joffé, regista, sceneggiatore e attore francese (Parigi, n. 1953)
- Arthur Lubin, regista, produttore cinematografico e attore statunitense (Los Angeles, n. 1898 - Glendale, † 1995)
- Arthur Penn, regista e produttore cinematografico statunitense (Filadelfia, n. 1922 - New York, † 2010)
- Arthur Pierson, regista e attore statunitense (Oslo, n. 1901 - Santa Monica, † 1975)
- Arthur Maria Rabenalt, regista austriaco (Vienna, n. 1905 - Kreuth, † 1993)
- Arthur Rankin Jr., regista e produttore cinematografico statunitense (New York, n. 1924 - Bermuda, † 2014)
- McKee Rankin, regista, commediografo e attore teatrale canadese (Sandwich, n. 1844 - San Francisco, † 1914)
- Arthur Robison, regista e sceneggiatore tedesco (Chicago, n. 1883 - Berlino, † 1935)
- Arthur Rosson, regista inglese (Londra, n. 1886 - Los Angeles, † 1960)
- Arthur Allan Seidelman, regista televisivo, regista cinematografico e regista teatrale statunitense (New York, n. 1937)

## Registi teatrali(1)
- Arthur von Gerlach, regista teatrale e regista cinematografico tedesco (Vienna, n. 1876 - Berlino, † 1925)

## Religiosi(1)
- Arthur Shearly Cripps, religioso e missionario britannico (Tonbridge, n. 1869 - Chivhu, † 1952)

## Rugbisti a 15(4)
- Arthur Emyr, ex rugbista a 15, conduttore televisivo e giornalista britannico (Bangor, n. 1962)
- Arthur Gould, rugbista a 15 gallese (Newport, n. 1864 - Newport, † 1919)
- Arthur Iturria, rugbista a 15 francese (Bayonne, n. 1994)
- Arthur Vincent, rugbista a 15 francese (Montpellier, n. 1999)

## Saggisti(2)
- Arthur Christopher Benson, saggista, poeta e scrittore inglese (n. 1862 - † 1925)
- Arthur Findlay, saggista e magistrato britannico (n. 1883 - † 1964)

## Saltatori con gli sci(1)
- Arthur Pauli, ex saltatore con gli sci austriaco (Ehenbichl, n. 1989)

## Sassofonisti(1)
- Art Pepper, sassofonista e clarinettista statunitense (Gardena, n. 1925 - Panorama City, † 1982)

## Scacchisti(2)
- Arthur Bisguier, scacchista statunitense (New York, n. 1929 - Framingham, † 2017)
- Arthur William Dake, scacchista statunitense (Portland, n. 1910 - Reno, † 2000)

## Sceneggiatori(1)
- Arthur Ripley, sceneggiatore, regista e produttore cinematografico statunitense (New York, n. 1897 - Los Angeles, † 1961)

## Scenografi(4)
- Artur Berger, scenografo, regista e sceneggiatore austriaco (Vienna, n. 1892 - Mosca, † 1981)
- Arthur Krams, scenografo statunitense (New York, n. 1912 - Woodland Hills, † 1985)
- Arthur Lawson, scenografo britannico (Sunderland, n. 1908 - Londra, † 1970)
- Arthur Max, scenografo statunitense (New York, n. 1946)

## Schermidori(5)
- Arthur Everitt, schermidore britannico (Paddington, n. 1872 - Oxford, † 1952)
- Arthur Fox, schermidore statunitense (Cowes, n. 1878 - Los Angeles, † 1958)
- Arthur Lyon, schermidore statunitense (New York, n. 1876 - Santa Monica, † 1952)
- Arthur Pilbrow, schermidore britannico (n. 1902 - Beckenham, † 1987)
- Arthur Ribeiro, ex schermidore brasiliano (n. 1942)

## Sciatori alpini(1)
- Arthur Heude, sciatore alpino francese (n. 2005)

## Scrittori(26)
- Arthur Adamov, scrittore e drammaturgo francese (Kislovodsk, n. 1908 - Parigi, † 1970)
- Arthur Bernède, scrittore e sceneggiatore francese (Redon, n. 1871 - Parigi, † 1937)
- Joyce Cary, scrittore irlandese (Derry, n. 1888 - Oxford, † 1957)
- Arthur Conan Doyle, scrittore e drammaturgo britannico (Edimburgo, n. 1859 - Crowborough, † 1930)
- Arthur Dent, scrittore inglese († 1607)
- Ronald Firbank, scrittore britannico (Londra, n. 1886 - Roma, † 1926)
- Arthur Golden, scrittore e saggista statunitense (Chattanooga, n. 1956)
- Arthur Grimble, scrittore britannico (Hong Kong, n. 1888 - Londra, † 1956)
- Arthur Gundaccar von Suttner, scrittore e pacifista austriaco (Vienna, n. 1850 - Burgschleinitz-Kühnring, † 1902)
- Arthur Hailey, scrittore britannico (Luton, n. 1920 - New Providence, † 2004)
- Arthur Holitscher, scrittore e giornalista tedesco (Pest, n. 1869 - Ginevra, † 1941)
- Arthur Japin, scrittore olandese (Haarlem, n. 1956)
- Arthur Koestler, scrittore, giornalista e saggista ungherese (Budapest, n. 1905 - Londra, † 1983)
- Arthur Laurents, scrittore, librettista e sceneggiatore statunitense (New York, n. 1917 - New York, † 2011)
- Arthur Machen, scrittore gallese (Caerleon-on-Usk, n. 1863 - Beaconsfield, † 1947)
- Arthur Maling, scrittore statunitense (Chicago, n. 1923 - Chicago, † 2013)
- Arthur Mangin, scrittore e divulgatore scientifico francese (Parigi, n. 1824 - Parigi, † 1887)
- Arthur Marx, scrittore e commediografo statunitense (New York, n. 1921 - Los Angeles, † 2011)
- Arthur Murphy, scrittore irlandese (Clooniquin, n. 1727 - Knightsbridge, † 1805)
- Arthur Phillips, scrittore statunitense (Minneapolis, n. 1969)
- Arthur E. Powell, scrittore statunitense (Newtown, n. 1882 - Los Angeles, † 1969)
- Arthur Quiller-Couch, scrittore, critico letterario e poeta britannico (Bodmin, n. 1863 - † 1944)
- Arthur van Schendel, scrittore olandese (Batavia, n. 1874 - Amsterdam, † 1946)
- A.S.D. Smith, scrittore, linguista e insegnante britannico (Sussex, n. 1883 - † 1950)
- Arthur Upfield, scrittore britannico (Gosport, n. 1890 - Bowral, † 1964)
- Arthur Young, scrittore e saggista inglese (Bradfield Combust, n. 1741 - † 1820)

## Scrittori di fantascienza(2)
- A. Bertram Chandler, scrittore di fantascienza australiano (Aldershot, n. 1912 - † 1984)
- Arthur C. Clarke, autore di fantascienza e inventore britannico (Minehead, n. 1917 - Colombo, † 2008)

## Siepisti(1)
- Arthur Russell, siepista britannico (Walsall, n. 1886 - Walsall, † 1972)

## Sindacalisti(2)
- Arthur MacManus, sindacalista e politico britannico (Belfast, n. 1889 - † 1927)
- Arthur Scargill, sindacalista e politico britannico (Barnsley, n. 1938)

## Sollevatori(1)
- Arthur Reinmann, sollevatore svizzero (Oberaargau, n. 1901 - Oberaargau, † 1983)

## Sovrani(1)
- Arthwyr, sovrano

## Statistici(1)
- Arthur Lyon Bowley, statistico e economista britannico (Bristol, n. 1869 - † 1957)

## Storici(7)
- Arthur Bryant, storico britannico (Dersingham, n. 1899 - Salisbury, † 1985)
- Arthur de La Borderie, storico francese (Vitré, n. 1827 - Vitré, † 1901)
- Arthur James May, storico statunitense (Rockdale, n. 1899 - † 1968)
- Arthur Moeller van den Bruck, storico e scrittore tedesco (Solingen, n. 1876 - Berlino, † 1925)
- Arthur Rosenberg, storico tedesco (Berlino, n. 1889 - New York, † 1943)
- Arthur M. Schlesinger Jr., storico e saggista statunitense (Columbus, n. 1917 - New York, † 2007)
- Arthur Schlesinger Sr., storico statunitense (Xenia, n. 1888 - Cambridge, † 1965)

## Storici dell'arte(3)
- Arthur Fairbanks, storico dell'arte statunitense (Hanover, n. 1864 - Cambridge, † 1944)
- Arthur Ewart Popham, storico dell'arte inglese (Plymouth, n. 1889 - Islington, † 1970)
- Arthur Kingsley Porter, storico dell'arte e medievista statunitense (n. 1883 - † 1933)

## Tennisti(15)
- Arthur Ashe, tennista statunitense (Richmond, n. 1943 - New York, † 1993)
- Arthur Cazaux, tennista francese (Montpellier, n. 2002)
- Arthur De Greef, ex tennista e allenatore di tennis belga (Sint-Genesius-Rode, n. 1992)
- Arthur Fils, tennista francese (Bondoufle, n. 2004)
- Arthur Gore, tennista britannico (Lyndhurst, n. 1868 - Kensington, † 1928)
- Arthur Larsen, tennista statunitense (Hayward, n. 1925 - San Leandro, † 2012)
- Arthur Lowe, tennista britannico (Edgbaston, n. 1886 - Londra, † 1958)
- Arthur Norris, tennista britannico
- Arthur O'Hara Wood, tennista australiano (Melbourne, n. 1890 - San Quintino, † 1918)
- Arthur Page, tennista britannico (Westminster, n. 1868 - Hildenborough, † 1958)
- Arthur Palmer, tennista britannico (South Kensington, n. 1886 - Yattendon, † 1973)
- Arthur Rinderknech, tennista francese (Gassin, n. 1995)
- Arthur Wear, tennista statunitense (St. Louis, n. 1880 - Argonne, † 1918)
- James Willard, tennista australiano (Tambaroora, n. 1893 - † 1968)
- Arthur Zborzil, tennista austriaco (Vienna, n. 1885 - † 1937)

## Teologi(1)
- Arthur Pink, teologo inglese (Nottingham, n. 1886 - Stornoway, † 1952)

## Tiratori a segno(3)
- Arthur Carnell, tiratore a segno britannico (Londra, n. 1862 - Londra, † 1940)
- Art Jackson, tiratore a segno statunitense (Brooklyn, n. 1918 - Concord, † 2015)
- Arthur Nordenswan, tiratore a segno e militare svedese (Stoccolma, n. 1883 - Stoccolma, † 1970)

## Traduttori(2)
- Arthur Golding, traduttore inglese († 1606)
- Arthur Waley, traduttore e orientalista britannico (Royal Tunbridge Wells, n. 1889 - Londra, † 1966)

## Triplisti(1)
- Art Walker, ex triplista statunitense (Columbus, n. 1941)

## Trombettisti(1)
- Arthur Whetsol, trombettista statunitense (Punta Gorda, n. 1905 - New York, † 1940)

## Trombonisti(1)
- Arthur Pryor, trombonista e compositore statunitense (Saint Joseph, n. 1869 - West Long Branch, † 1942)

## Truffatori(1)
- Arthur Orton, truffatore britannico (Wapping, n. 1834 - Marylebone, † 1898)

## Umoristi(1)
- Arthur Bloch, umorista e scrittore statunitense (n. 1948)

## Velisti(3)
- Arthur Allers, velista norvegese (Bergen, n. 1875 - Bergen, † 1961)
- Arthur Downes, velista britannico (Kelvinside, n. 1883 - Helensburgh, † 1956)
- Arthur Wood, velista britannico (n. 1875 - † 1939)

## Velocisti(6)
- Godfrey Brown, velocista e mezzofondista britannico (Bankura, n. 1915 - Coneyhurst, † 1995)
- Arthur Cissé, velocista ivoriano (n. 1996)
- Arthur Duffey, velocista statunitense (Roxbury, n. 1879 - Boston, † 1955)
- Arthur Harnden, velocista statunitense (Yoakum, n. 1924 - † 2016)
- Arthur Hoffmann, velocista e lunghista tedesco (Danzica, n. 1887 - Amburgo, † 1932)
- Arthur Wint, velocista e mezzofondista giamaicano (Plowden, n. 1920 - Linstead, † 1992)

## Vescovi anglicani(1)
- Arthur Moulton, vescovo anglicano statunitense (Worcester, n. 1873 - Salt Lake City, † 1962)

## Vescovi cattolici(1)
- Arthur Joseph Serratelli, vescovo cattolico statunitense (Newark, n. 1944)

## Violinisti(2)
- Arthur Catterall, violinista e docente inglese (Preston, n. 1883 - Londra, † 1943)
- Arthur Grumiaux, violinista belga (Villers-Perwin, n. 1921 - Bruxelles, † 1986)

## Violoncellisti(1)
- Arthur Russell, violoncellista, cantante e compositore statunitense (Oskaloosa, n. 1951 - New York, † 1992)

## Zoologi(1)
- Arthur Holmes Howell, zoologo statunitense (Lake Grove, n. 1872 - † 1940)

## Senza attività specificata(4)
- Arthur Giry, diplomatista, paleografo e storico francese (Trévoux, n. 1848 - Parigi, † 1899)
- Arthur Surridge Hunt, papirologo e egittologo inglese (Romford, n. 1871 - Oxford, † 1934)
- Arthur Moore, britannico (Pontllanfraith, n. 1887 - Bristol, † 1949)
- Arthur Rostron, comandante marittimo e militare britannico (Astley Bridge, n. 1869 - Chippenham, † 1940)